# Anžej
Anžej je moško osebno ime.

## Izvor imena
Ime Anžej različica moškega osebnega imena Anže.

## Pogostost imena
Po podatkih Statističnega urada Republike Slovenije je bilo na dan 31. decembra 2007 v Sloveniji število moških oseb z imenom Anžej: 80.

## Osebni praznik
Osebe z imenom Anžej godujejo takrat kot osebe z imenom Janez.